# Žorga
Žorga je priimek več  znanih Slovencev: 
- Aljoša Žorga (*1947), košarkar
- Darja Žorga Globevnik (1949—1983), jezikoslovka, etimologinja
- Friderik Žorga (1909—1994), športnik tekač, atletski sodnik
- Jakob (Jaka) Žorga (1888—1942), strojevodja, delavski politik
- Marcel Žorga (1883—1969), strojevodja, delavski politik, publicist
- Marcel Žorga (1908—1988), kemik, urednik
- Sonja Žorga (*1951), razvojna psihologinja, univ. prof.